# ثورة البويبلو
ثورة البويبلو عام 1680، المعروفة أيضًا باسم تمرد بوباي أو تمرد بوبي – هي انتفاضة لمعظم شعوب البويبلو الأصليين ضد المستعمرين الإسبان في مقاطعة سانتا في دي نويفو مكسيكو ‏، وهي أكبر من ولاية نيو مكسيكو الحالية. قتلت ثورة بويبلو 400 إسباني وطردت ألفي مستوطن من المقاطعة. واستعاد الإسبان نيو مكسيكو بعد اثني عشر عامًا.

## الخلفية
لأكثر من 100 عام بدءًا من عام 1540، تعرض الأمريكيون الأصليون من البويبلو في نيو مكسيكو الحالية لموجات متتالية من الجنود والمبشرين والمستوطنين. تميزت هذه اللقاءات، التي يشار إليها باسم entradas (التوغلات)، بمواجهات عنيفة بين المستعمرين الإسبان وشعوب البويبلو. كانت حرب تيغويكس، التي حدثت في شتاء 1540-1541 من قبل بعثة فرانسيسكو فاسكويز دي كورونادو ضد اثني عشر أو ثلاثة عشر قبيلة بويبلو من الأمريكيين الأصليين في تييوا، مدمرة بشكل خاص لعلاقات البويبلو وإسبانيا.
في عام 1598، قاد خوان دي أونات 129 جنديًا و10 كهنة من الفرنسيسكان الكاثوليك، بالإضافة إلى عدد كبير من النساء والأطفال والخدم والعبيد والمواشي، إلى وادي ريو غراندي في نيو مكسيكو. في ذلك الوقت كان هناك ما يقرب من 40.000 بويبلو من الأمريكيين الأصليين يسكنون المنطقة. أخمد أونات تمردًا في أكوما بويبلو بقتل واستعباد المئات من الأمريكيين الأصليين والحكم على جميع الرجال الذين يبلغون من العمر 25 عامًا أو أكبر بقطع أقدامهم. غرست مذبحة أكوما الخوف والغضب من الإسبان في المنطقة لسنوات قادمة، على الرغم من تعيين المبشرين الفرنسيسكان في العديد من مدن البويبلو لتنصير السكان الأصليين.
كان من الصعب تطبيق السياسات الاستعمارية الإسبانية في القرن السادس عشر فيما يتعلق بالمعاملة الإنسانية للمواطنين الأصليين على الحدود الشمالية. مع إنشاء أول مستوطنة استعمارية دائمة في عام 1598، أُجبر البويبلو على دفع الترفيد للمستعمرين على شكل عمالة، وذرة مطحونة، ومنسوجات. سرعان ما أنشأ المستعمرون إنكوميندات على طول نهر ريو غراندي، ما أدى إلى تقييد وصول البويبلو إلى الأراضي الزراعية الخصبة وإمدادات المياه ووضع عبئًا ثقيلًا على عمالة البويبلو. وأكثر ما أزعج البويبلو كان الاعتداء على دينهم التقليدي. أسس الكهنة الفرنسيسكان الثيوقراطيات في العديد من قرى البويبلو. وفي عام 1608، عندما بدا وكأن إسبانيا قد تتخلى عن المقاطعة، عمّد الفرنسيسكان سبعة آلاف من البويبلو لمحاولة إقناع التاج بالبقاء. على الرغم من أن الفرنسيسكان تسامحوا في البداية مع مظاهر الدين القديم طالما حضر البويبلو القداس وحافظوا على القشرة العامة للكاثوليكية، فقد حظر فراي ألونسو دي بوسادا (في نيو مكسيكو 1656-1665) رقصات كاتشينا لشعب بويبلو وأمر المبشرين بالاستيلاء على الأقنعة وعصي الصلاة والتماثيل وحرقها. وقد حرم المبشرون الفرنسيسكان استخدام العقاقير المهلوسة في الاحتفالات الدينية التقليدية للبويبلو. واتهم العديد من المسؤولين الإسبان، مثل نيكولاس دي أغيلار، بالهرطقة وحوكموا أمام محاكم التفتيش، لأنهم حاولوا كبح جماح سلطة الفرنسيسكان.
في سبعينيات القرن السابع عشر، اجتاح الجفاف المنطقة، ما تسبب في مجاعة بين البويبلو وزيادة غارات شعب الأباتشي، والتي لم يتمكن الجنود الإسبان والبويبلو من منعها. كتب فراي ألونسو دي بينافيدس عدة رسائل إلى الملك، يصف فيها الظروف، مشيرًا إلى أن «السكان الإسبان والهنود على حدٍ سواء يأكلون الجلود وأحزمة العربات». وصلت الاضطرابات بين البويبلو إلى ذروتها في عام 1675. وأمر الحاكم خوان فرانسيسكو تريفينيو باعتقال سبعة وأربعين من رجال الطب من البويبلو واتهمهم بممارسة «السحر». حكم على أربعة من رجال الطب بالإعدام شنقًا؛ ونُفذت ثلاثة من تلك الأحكام، فيما انتحر السجين الرابع. وجُلد الرجال الباقون علانية وحُكم عليهم بالسجن. عندما وصل هذا الخبر إلى قادة البويبلو، تحركوا بقوة إلى سانتا فيه، حيث احتجز السجناء. نظرًا لأن عددًا كبيرًا من الجنود الإسبان كانوا يقاتلون الأباتشي، اضطر الحاكم تريفينيو للانضمام إلى مطالبة البويبلو بالإفراج عن السجناء. ومن بين المفرج عنهم مواطن من سان خوان (بلغة تيوا: أوكاي أوينغه) يُدعى محليًا بوبي.

## التمرد
بعد إطلاق سراح بوبي، خطط لثورة مع عدد من قادة البويبلو الآخرين. أقام بوبي في تاوس بويبلو بعيدًا عن عاصمة سانتا فيه وقضى السنوات الخمس التالية بين 46 مدينة من البويبلو باحثًا عن دعم للثورة. حصل على دعم شمال تييوا، وتيوا، وتوا، وتانو، والبويبلو الناطقين بلغة الكيريس في ريو غراندي فالي. تعهد البويبلو البيكوس، على بعد 50 ميلاً شرق ريو غراندي، بالمشاركة في الثورة كما قبيلتا الزوني والهوبي، اللتان تبعدان 120 و200 ميل على التوالي غرب ريو غراندي. أما البويبلو الذين لم يشاركوا في التمرد فكانوا أربع بلدات في تييوا الجنوبية (تيغويكس) بالقرب من سانتا فيه، وبويبلو البيرو جنوب المراكز السكانية الرئيسية للبويبلو بالقرب من مدينة سوكورو الحالية. دمجت تييوا الجنوبية وبيرو بشكل كامل في الثقافة الإسبانية أكثر من المجموعات الأخرى. وكان عدد السكان الإسبان نحو 2400 نسمة، بما في ذلك الميستيثو المختلطون، والخدم المحليون وعمال المنازل، وكانوا منتشرين بشكل ضئيل في جميع أنحاء المنطقة. كانت سانتا فيه المكان الوحيد الذي يقترب من كونها مدينة. كان بإمكان الإسبان حشد 170 رجلاً فقط بالأسلحة. ومن المحتمل أنه كان عدد البويبلو الذين انضموا إلى الثورة 2000 رجل بالغ أو أكثر قادرين على استخدام الأسلحة المحلية مثل القوس والسهم. وربما شارك بعض أفراد الأباتشي والنافاجو في الثورة.
كانت ثورة البويبلو نموذجًا للحركات الألفية في المجتمعات الاستعمارية. وعد بوبي أنه بمجرد قتل الإسبان أو طردهم، ستكافئهم آلهة البويبلو القديمة بالصحة والازدهار. وقد كانت خطة بوبي أن ينهض سكان البويبلو جميعهم ويقتلوا الإسبان في منطقتهم، ثم يتقدم الجميع إلى سانتا فيه لقتل كل الإسبان المتبقين أو طردهم. وكان الموعد المحدد للانتفاضة هو 11 أغسطس عام 1680. أرسل بوب المبعوثين إلى جميع البويبلو حاملين حبالًا معقودة.
في كل صباح، كان على قيادة البويبلو أن تحل عقدة واحدة من الحبل، وعندما تُفك العقدة الأخيرة، ستكون هذه إشارة لهم للوقوف ضد الإسبان ضمن تنسيق واحد. في 9 أغسطس، حذر زعماء تييوا الجنوبية الإسبان من التمرد الوشيك، وأسروا اثنين من شباب تاسكوي بويبلو المكلفين بنقل الرسالة إلى البويبلو. وقد تعرضا للتعذيب لإجبارهما على الكشف عن أهمية الحبل المعقود.
ثم أمر بوبي ببدء التمرد قبل يوم واحد. ولم تتلق قبيلة هوبي بويبلو الواقعة في منطقة هضاب هوبي النائية في أريزونا الإشعار المسبق ببداية التمرد واتبعت الجدول الزمني للثورة. وفي 10 أغسطس، انتفض البويبلو، وسرقوا خيول الإسبان لمنعهم من الفرار، وأغلقوا الطرق المؤدية إلى سانتا فيه، ونهبوا المستوطنات الإسبانية. قُتل ما مجموعه 400 شخص، بما في ذلك الرجال والنساء والأطفال، و21 من 33 من المبشرين الفرنسيسكان في نيو مكسيكو. ودمرت كنائس بلدة توسايان (هوبي) في أواتوفي، وشانغرافي، وأورايبي وقتل الكهنة الحاضرون. فر الناجون إلى سانتا فيه وإيزليتا بويبلو، على بعد 10 أميال جنوب ألباكركي وواحد من البويبلو الذين لم يشاركوا في التمرد. وبحلول 13 أغسطس، دُمرت جميع المستوطنات الإسبانية في نيو مكسيكو وحوصرت سانتا فيه. أحاط البويبلو بالمدينة وقطعوا إمدادات المياه عنها. وفي 21 أغسطس، تحصن حاكم ولاية نيو مكسيكو أنطونيو دي أوترمين في قصر الحاكم، وانطلق خارج القصر مع جميع رجاله المتاحين وأجبر البويبلو على التراجع مع خسائر فادحة. ثم قاد الإسبان خارج المدينة وتراجع جنوبًا على طول نهر ريو غراندي، متجهًا إلى إل باسو ديل نورتي. تابع البويبلو الإسبان لكنهم لم يهاجموهم. وانسحب الإسبان الذين لجأوا إلى إيزليتا في 15 أغسطس، وفي 6 سبتمبر، اجتمعت مجموعتا الناجين، وعددهم 1946، في سوكورو. كان نحو 500 من الناجين من العبيد الأمريكيين الأصليين. وجرى اصطحابهم إلى إل باسو بواسطة قطار إمداد إسباني. ولم يمنع البويبلو مرورهم من نيو مكسيكو.